# Anatra all'arancia
L'anatra all'arancia è un piatto tradizionale francese e italiano.

## Storia
Secondo alcuni studiosi, benché sia spesso correlato alla cucina francese, l'anatra all'arancia sarebbe originaria di Firenze, e veniva chiamata dalla gente del luogo paparo alla melarancia. La ricetta appare di fatto nei ricettari toscani dal quindicesimo secolo. L'anatra all'arancia divenne una specialità francese quando Caterina de' Medici, andata in sposa a Enrico II di Francia, fece conoscere la ricetta di tale pietanza Oltralpe.

## Preparazione
Pulire l'anatra eliminando il grasso e i residui di sangue rimanenti. Aggiungere sale e pepe, e, al suo interno, aglio e aromi. Mettere del burro in pentola, farvi rosolare l'anatra, e aggiungere il vino. Cuocere la carne a fiamma bassa per tre quarti d'ora o poco più se il volatile è grande. Sbucciare intanto un'arancia, tagliare a striscioline la parte arancione della buccia eliminando le parti bianche. Scottare in acqua bollente le strisce di arancia e scolarle bene. A fine cottura, spremere due arance e aggiungere il succo, il liquore e le strisce di arancia. Dopo aver ridotto il succo con la cottura per un breve periodo, servire subito. Il piatto viene spesso accompagnato con del purè di patate.